# هشام سليم
هشام سليم (27 يناير 1958 - 22 سبتمبر 2022)، ممثل مصري أدى دور البطولة في العديد من الأفلام والمسلسلات والمسرحيات، وهو ابن لاعب الكرة المصري صالح سليم. تخرج في كلية السياحة والفنادق بجامعة حلوان وكان أول ظهور له من خلال أداءه دور ابن فاتن حمامة في فيلم إمبراطورية ميم من إخراج حسين كمال. قدم البرنامج الأسبوعي الحواري حوار القاهرة على سكاي نيوز عربية.

## أسرته
تزوج هشام مرتين، الأولى من السيدة ميرفت النحاس، التي تُعتبر أم أبنائه.الثلاثة وهم نور وقسمت وزين الشرف في حين كانت الزوجة الثانية من السيدة السعودية نادية الغالب.

## وفاته
توفي في 22 سبتمبر 2022 عن عمر يناهز 64 عام بعد صراع مع سرطان الرئة.

## أعماله

### من المسلسلات
- هجمة مرتدة:2021، عُرض في رمضان، وهي آخر أعماله.[7]
- كلبش: (ج٣) 2019-أكرم صفوان
- طايع: 2018-حسن الهواري
- بين عالمين: 2017-نادر
- كلمة سر: 2016-آدم
- أهل إسكندرية: 2014
- اسم مؤقت: 2013-ضيف شرف
- قصص الحيوان في القرآن: 2011-هدهد سليمان
- إختفاء سعيد مهران: 2010-همام سيد أبو الفضل
- حرب الجواسيس: 2009-عادل
- في أيد أمينة: 2008-شامل
- ظل المحارب: 2008-نبوي/عامر
- لحظات حرجة: (ج1، 2) (2007، 2010)-د.معتز
- المصراوية: (ج1) 2007-فتح الله الحسيني
- درب الطيب: 2006-نور الدين الحجاجي
- أماكن في القلب: 2005-بكر جمعة الشلاتوني - بيكر
- لقاء على الهواء: 2004-عمر
- محمود المصري: 2004-أكرم ذهني
- آخر المشوار: 2003
- البنات: 2003-كمال زوج هناء
- حد السكين: 2003
- ملك روحي: 2003-ضيف شرف
- لما بابا ينام: 2002 - مسرحية
- السيرة العاشورية:(ج1، 2) (2002، 2005)- مسلسل-شمس
- طيور الشمس: 2002
- الكومي: 2001
- حروف النصب: 2000-عبده الباشا
- خيانة: 1999-محمود كمال الصحفي
- امرأة من زمن الحب: 1998-أشرف
- هوانم جاردن سيتي: (ج1، 2) (1997، 1998)-محسن الشاذلي
- أهالينا: 1997
- أرابيسك: 1994-حسني
- وما زال النيل يجري: 1992-الشيخ هاشم
- اليقين: 1990-ناجي / محروس
- ليالي الحلمية:(ج2، 3، 4، 5، 6) (1988، 1990، 1992، 1995، 2016)-عادل سليم البدري
- الراية البيضا: 1988-هشام أنيس

### من الأفلام
- 2007  45 يوم
- 2007  الأولة في الغرام
- 2006  خيانة مشروعة
- 2006  كلام في الحب
- 2005  إنت عمري
- 2004  الباحثات عن الحرية
- 2001  العاصفة
- 2001  جرانيتا
- 2000  شروع في قتل
- 2000  الناظر
- 1999  جمال عبد الناصر
- 1996  يا دنيا يا غرامي
- 1996  ميت فل
- 1995  قليل من الحب كثير من العنف
- 1993  أرض الأحلام
- 1992  السجينة 67
- 1992  كريستال
- 1992  الهجامة
- 1991  اللعب مع الشياطين
- 1991  يا مهلبية يا
- 1991  الجبلاوي
- 1990  قسمة ونصيب
- 1990  إسكندرية كمان وكمان
- 1990  الخادم
- 1989  فضيحة العمر
- 1989  الأراجوز
- 1988  بنت الباشا الوزير
- 1988  اغتيال مدرسة
- 1988  عندما يتكلم الصمت
- 1987  حارة الجوهري
- 1987  الملعوب
- 1987  نداء الدم
- 1987  عطشانة
- 1987  الانتفاضة
- 1986  السفلة
- 1986  من فضلك وإحسانك
- 1986  الانتقام
- 1986  الأوباش
- 1986  ساعات الفزع
- 1986  سترك يا رب
- 1986  الزيارة الاخيرة
- 1986  رجل لهذا الزمان
- 1985  سنوات الخطر
- 1985  رجب الوحش
- 1985  بصمات فوق الماء
- 1984  تزوير في أوراق رسمية
- 1984  لا تسألني من أنا
- 1976  عودة الابن الضال
- 1975  أريد حلا
- 1972  إمبراطورية ميم

### أخرى
- مسلسل إذاعي مجنون ليلى: 2008 -حازم
- فوازير خد وهات: 1996
- برنامج عقدتي: 2013-ضيف
- برنامج نلتقي مع بروين حبيب: 2009-ضيف
- برنامج عفاريت حسين الإمام: 2008-ضيف
- برنامج طرطأ وفنجل: 2008
- مسرحية شارع محمد علي: 1991-حمودة
- برنامج الليلة مع هالة سرحان:1997

## وصلات خارجية
- هشام سليم على موقع IMDb (الإنجليزية)
- هشام سليم على موقع الدهليز
- هشام سليم على موقع قاعدة بيانات الأفلام العربية
- هشام سليم على موقع ألو سيني (الفرنسية)
- هشام سليم على موقع أول موفي (الإنجليزية)
- هشام سليم على موقع قاعدة بيانات الفيلم (الإنجليزية)
- هشام سليم على موقع كينوبويسك (الروسية)